# Sectoria atriceps
Sectoria atriceps és una espècie de peix de la família dels balitòrids i de l'ordre dels cipriniformes.

## Morfologia
- Els mascles poden assolir 4,3 cm de longitud total.
- 13 radis tous a l'aleta dorsal i 8 a l'anal.
- Ambdues mandíbules són cobertes per una funda còrnia i tenen les vores esmolades.
- Mandíbula inferior sense incisions.
- Llavis molt prims i amples.
- Intestí amb nombrosos bucles.[7][2]

## Hàbitat
És un peix d'aigua dolça, demersal i de clima tropical.

## Distribució geogràfica
Es troba a Àsia: la conca del riu Nan (un afluent del riu Chao Phraya a Tailàndia).

## Amenaces
Les seues principals amenaces són les modificacions antropogèniques dels rius (reducció o interrupció dels seus cabals), la desforestació i les pràctiques agrícoles gens sostenibles.